# Ruyi
Een ruyi is een decoratie en talisman in de Chinese cultuur. Volgens bijgeloof brengt de ruyi zijn bezitter geluk en zegen. Het is ook een symbool voor macht zoals een scepter in de Europese cultuur.
Ruyi's bestaan meestal uit een wolk-, hart- of paddenstoelvormige kop en een s-vormige steel. Het kan gemaakt zijn van verschillende soorten materialen zoals hardhout, jade, lakhout, koraal, etc.
In de Chinese religies worden hogere machten soms afgebeeld met een ruyi in de hand. Het is dan een soort toverstokje. Cai Shen, Tianhou en Guanyin worden regelmatig afgebeeld met een ruyi in de hand.